# امبینانیتلو
امبینانیتلو (به لاتین: Ambinanitelo) یک سکونتگاه مسکونی در ماداگاسکار است که در آنالانجیروفو واقع شده‌است.

## خصوصیات
امبینانیتلو ۳۰٬۰۰۰ نفر جمعیت دارد و ۳۹ متر بالاتر از سطح دریا واقع شده‌است.